# Michael Weston
Michael Weston (*25. říjen 1973, New York, USA) je americký herec.

## Počátky
Narodil se jako Michael Rubinstein v New Yorku. Je synem herců Johna Rubinsteina a Judi West. Je také vnukem klavírního virtuóza Arthura Rubinsteina a pravnukem Emila Młynarského, polského světoznámého dirigenta. V roce 2000 si změnil příjmení na Weston, jelikož ve Screen Actors Guild, jejíž je členem, už v tu dobu byl také členem člověk s jménem Michael Rubinstein.

## Kariéra
Poprvé se v roce 1999 objevil v malé roli seriálu NightMan. Seriálům se věnuje dodnes, objevil se také například v seriálech Odpočívej v pokoji, Můj přítel Monk, Dr.House nebo Agentura Jasno.
Hrál v několika kritikou úspěšných i méně úspěšných, avšak známých filmech, ke kterým patří Chci tě poznat, Hartova válka (natáčena v Česku), Procitnutí v Garden State, Poslední polibek, Mistři hazardu nebo Na odstřel.

## Filmografie
- 1998 - NightMan (TV seriál)
- 1999 - Chci tě poznat
- 2000 - Cherry Falls, Sally, Divoké kočky, Šťastná čísla
- 2002 - Dobyvatelé vesmíru, Hartova válka, Nebezpečná přání
- 2003 - Konečná verze, Frasier (TV seriál)
- 2004 - Procitnutí v Garden State, Hlava nehlava (TV film), Můj přítel Monk (TV seriál), Odpočívej v pokoji (TV seriál)
- 2005 - Mistři hazardu
- 2006 - Saved (TV seriál), Looking for Sunday, Poslední polibek, Amorův úlet, Pohotovost (TV seriál)
- 2007 - Psych (TV seriál), Scrubs (TV seriál), Zákon a pořádek: Útvar pro zvláštní oběti (TV seriál)
- 2008 - Welcome to the Captain (TV seriál), Patologie (TV seriál)
- 2009 - Supernatural (TV seriál), Kriminálka Las Vegas (TV seriál), Crank: High Voltage, Na odstřel, Burn notice (TV seriál), Gamer, Dr. House (TV seriál)
- 2010 - Miss This at Your Peril